# Grupa pułkownika Aleksandra Łuczyńskiego
Grupa pułkownika Aleksandra Łuczyńskiego – oddział Wojska Polskiego z okresu wojny polsko-bolszewickiej.

## Struktura organizacyjna
Skład w lipcu 1920:
- dowództwo grupy
- XVIII Brygada Piechoty
- Dywizja Ochotnicza